# Operazione Noah
L'operazione Noah è stata un'azione svolta dalle forze israeliane, nella notte tra il 25 e il 26 dicembre 1969, con cui la Marina israeliana è riuscita a portare in patria cinque motocannoniere del tipo Sa'ar, all'ancora nel porto francese di Cherbourg, la cui consegna era stata bloccata dal presidente francese De Gaulle creando un caso diplomatico tra Francia e Israele.

## Storia
In seguito alla guerra dei sei giorni De Gaulle decretò l'embargo delle armi ad Israele, interrompendo per prima cosa la fornitura dei caccia Mirage, ma tale clausola al momento escludeva le motocannoniere il cui contratto era stato siglato precedentemente e che venivano consegnate prive di armamento.
Israele aveva ordinato ai cantieri francesi dodici motocannoniere del tipo Sa'ar costruite e assemblate nei cantieri navali CMN a Cherbourg e regolarmente pagate dal governo israeliano. Tuttavia in quegli anni le relazioni tra i due stati entrarono in crisi e proprio le vicende legate alla consegna delle motocannoniere sancì di fatto la fine dell'alleanza tra la Francia e lo stato ebraico. L'alleanza venne stretta negli anni cinquanta, in concomitanza con la Guerra in Algeria e fu rafforzata dalla comune avversione nei confronti il governo di Nasser in Egitto e tale comunanza di interessi sfociò nell'impresa di Suez del 1956. La conclusione della vicenda algerina e il bisogno di De Gaulle di recuperare consensi nel mondo arabo, condusse Parigi, nella seconda metà degli anni sessanta, a una politica di contrasto con Israele.
Le cose però alla fine del 1968 presero una piega più grave per gli israeliani. Il 26 dicembre due terroristi del Fronte Popolare per la Liberazione della Palestina avevano attaccato un aereo della compagnia di bandiera israeliana El Al all'aeroporto di Atene, uccidendo un meccanico israeliano, causando l'immediata rappresaglia delle Forze di difesa israeliane, che la notte del 29 dicembre attaccarono l'aeroporto libanese di Beirut, distruggendo al suolo 14 aerei appartenenti alla "Lebanese International Airways", alla Middle East Airlines e alla Trans Mediterranean Airways.
Dopo che le prime cinque motocannoniere erano già state consegnate, in seguito al verificarsi di questo attacco De Gaulle dichiarò che l'embargo sarebbe stato totale e questo significava anche per le navi in consegna a Cherbourg che erano già state pagate dal governo israeliano. Il 14 gennaio 1969 intanto, una settimana dopo che era stato decretato l'embargo, altre due motocannoniere con i loro equipaggi a bordo, dopo avere issato la bandiera israeliana, lasciarono il porto francese per dirigersi verso Israele. Le autorità portuali di Cherbourg infatti ricevettero una lettera di istruzioni da Parigi solamente due giorni dopo che le navi avevano lasciato il porto della cittadina francese e mentre volavano accuse tra il governo di Parigi e le autorità portuali di Cherbourg, la costruzione delle ultimi cinque motovedette è proseguita come se nulla fosse accaduto, con la supervisione del personale israeliano, e quando le navi erano ormai pronte, forze militari francesi ed autorità doganali, infastidite da accuse di negligenza e complicità tennero d'occhio le navi.
Gli israeliani non avevano alcuna intenzione di rinunciare alle loro imbarcazioni, e avrebbero cercato in tutti i modi di ottenerle, ma Israele non voleva peggiorare i rapporti diplomatici con la Francia già molto complicati per la questione, ma in quel momento la guerra di logoramento era in pieno svolgimento, e gli egiziani non avevano difficoltà di ottenere armamenti avanzati dai sovietici, mentre le cinque motovedette erano bloccate e gli ordini dei Mirage, già pagati dagli israeliani, inevasi. Gli israeliani decisero così di prendersi le imbarcazioni in un modo da non insospettire i francesi.
L'ammiraglio Mordechai Limon, ufficiale della riserva e responsabile del contratto di acquisto delle navi, organizzò un blitz, mirato a portare in patria le cinque motocannoniere. Durante la notte tra il 25 e il 26 dicembre 1969 le cinque motocannoniere vennero fatte uscire segretamente da Cherbourg, manovrate da marinai israeliani in abiti civili, entrati in Francia sotto mentite spoglie, in quanto il Governo francese era stato precedentemente ingannato, facendo credere che le navi erano state comprate da una società di trivellazione norvegese. A tale scopo gli israeliani avevano costituito a Panama una Front Company norvegese che si occupava di trivellazioni marine con la complicità dell'uomo d'affari norvegese Martin Siem, e quando la cosa fu scoperta era ormai troppo tardi e il 1º gennaio 1970, le cinque unità navali fecero il loro ingresso nel porto di Haifa. La beffa irritò enormemente la Francia che chiese inutilmente a Israele la restituzione delle navi, facendo così crollare le relazioni fra i due paesi al livello minimo. Israele, completata cosi la flotta di motocannoniere, cominciò a studiare lo sviluppo di un moderno missile con cui equipaggiare queste unità navali convertendole in motomissilistiche e contrastare le omologhe egiziane armate del micidiale Styx con il quale gli egiziani avevano affondato il cacciatorpediniere israeliano Eilat. Il risultato di questa ricerca fu il missile Gabriel, che avrebbe dato ottima prova sul campo durante la guerra del Kippur nella battaglia di Latakia e nella battaglia di Damietta.

## Retrofits for Noa Operation

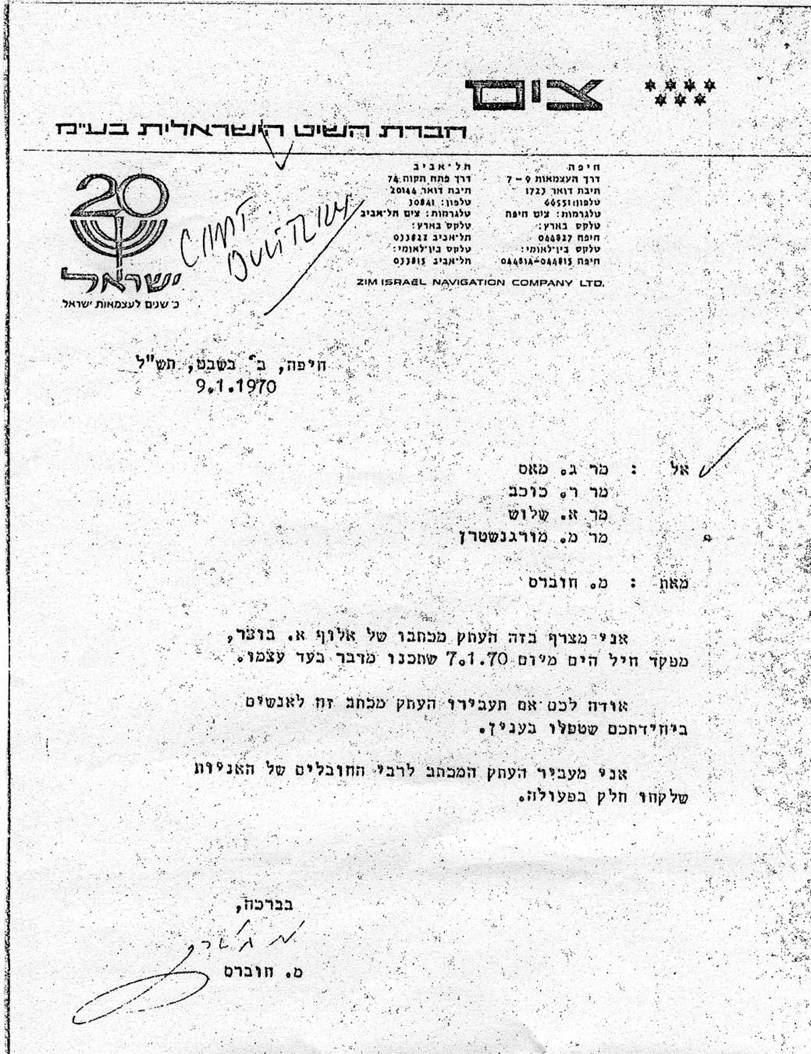
Internal message sent by ZIM Chief Operation Officer Mr. Hovars notifying about the letter of Rear Admiral Avraham Botzer awarding ZIM for its contribution on operation Noa
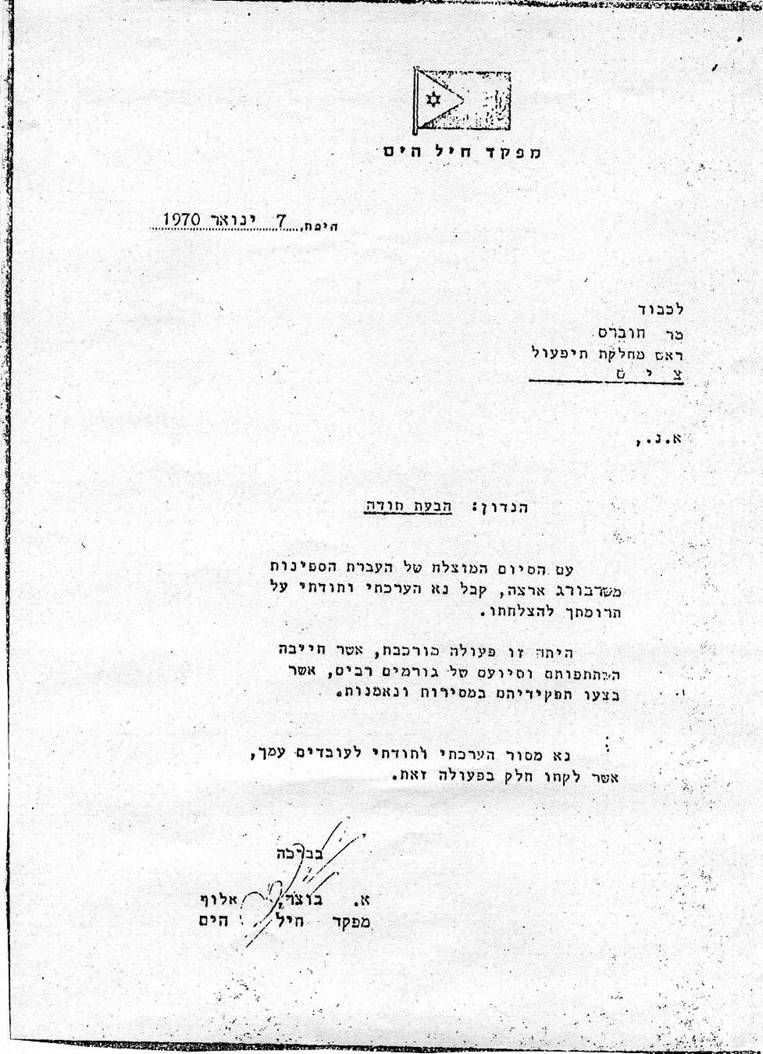
The letter of Awards from Rear Admiral Avraham Botzer to Zim Navigation Company Chief Engineer Alexander Zviren and Naval Architect Edmond Wilhelm Brillant